# Fijación de voltaje
Se conoce como fijación de voltaje a la variante de la técnica de patch clamp que implica fijar y mantener de forma constante el potencial de membrana en una célula en registro. De este modo el experimentador puede diseñar protocolos para establecer los distintos valores de potencial a los que quiere poner su membrana, y así estudiar la cinética y comportamiento de los canales iónicos y sus corrientes asociadas en todo el rango de potenciales de una célula.
- Datos: Q5861924